# Kyrylo Leonow
Kyrylo Wiktorowytsch Leonow (ukrainisch Кирило Вікторович Леонов; * 6. Juli 1993, englische Transkription Kyrylo Leonov) ist ein ukrainischer Badmintonspieler.

## Karriere
Kyrylo Leonow wurde 2009 nationaler Juniorenmeister in der Ukraine. Bei den Erwachsenen gewann er 2012 und 2013 Bronze. Bei den Polish Open 2012 wurde er ebenso Dritter wie bei den Cyprus International 2013.